# Paul Abeles
Paul Wilhelm (William) Abeles (* 17. Januar 1897 in Mistelbach (Niederösterreich); † 5. August 1977) war ein österreichischer Bauingenieur.
Abeles studierte 1915 bis 1928 an der Universität Wien und der Technischen Hochschule Wien mit dem Diplom als Bauingenieur 1921 und der Promotion 1928. Er war ein Schüler von Friedrich Ignaz von Emperger. 1921/22 war er in Recklinghausen als Ingenieur und später beratender Ingenieur in Wien. 1939 floh als Jude vor den Nationalsozialisten nach Großbritannien.
1941 bis 1944 war er technischer Berater von British Railways und danach bis 1962 leitender Bauingenieur bei British Railways. Außerdem war er 1949 bis 1955 Lecturer an der Brixton School of Building. 1952 bis 1954 war er Gastdozent an amerikanischen Colleges und 1965 bis 1967 war er Gastprofessor an der Duke University und 1967/68 an der University of Kentucky. 1962 hatte er ein Forschungsstipendium an der University of Southampton. Ab 1969 war er Berater bei Jan Bobrowski and Partners in London.
Im Gegensatz zu Eugène Freyssinet (und Gustave Magnel) und wie sein Lehrer Emperger war er ein Anhänger von nur teilweise vorgespanntem Beton. Die Idee dazu entwickelte sein Lehrer Emperger 1939. Abeles propagierte diesen 1941 in Großbritannien was zu einem langandauernden Streit führte. Abeles verwendete teilvorgespannten Beton in der Anpassung vieler Eisenbahnbrücken an die Elektrifizierung. Auch andere Bauingenieure wie Ulrich Finsterwalder (1952) und später häufig Christian Menn verwendeten die Methode, die 1968 auch Aufnahme in die Schweizer Baubestimmungen fand.
1978 erhielt er die Freyssinet-Medaille. 1972 wurde er Ehrenmitglied de Concrete Society. 1962 erhielt er den Martin Korn Prize und 1971 den Medaillon Award.

## Schriften
- Saving reinforcement in prestressing, Concrete and Constructional Engineering, Band 35, Juli 1940, S. 328–333, Diskussion Band 36, Februar 1941
- Some new developments in prestressed concrete, Structural Engineer, Band 29, Oktober 1951, Band 30, April 1952
- Breaking test on three full size prestressed concrete bridge beams, Structural Engineer, Band 29, 1951, S. 149–160
- An introduction to prestressed concrete, Concrete Publ. 1964